# Dabaga
Dabaga est une localité et une commune rurale du Niger, département de Tchirozérine, région d'Agadez.

## Géographie
La localité de Dabaga est située au nord-est du chef-lieu régional Agadez.
| Ingall       | Dannet       | Tabelot |
| Tchirozérine | Dabaga       | Tabelot |
|              | Tchirozérine |         |

## Histoire
La commune rurale de Dabaga est instaurée en 2002.

## Population
Lors du recensement général de 2012, la population communale est relevée à 23 969 habitants, dont 251 habitants pour la localité chef-lieu communal.

## Localités
La commune s'étend sur 26 villages, 65 hameaux, 18 camps et 5 points d'eau, au nord-est du département de Tchirozérine.

## Services et infrastructures
- Centre de Santé Intégré (CSI) à Dabaga, Aoudéras, Assada et Elméki[5].
- Collège d'enseignement général (CEG) à Dabaga.
- Centre de formation des métiers (CFM) à Dabaga.